# مامان جون (فیلم)
مامان جون یا مامان عزیزترین (به انگلیسی: Mommie Dearest) فیلمی محصول سال ۱۹۸۱ و به کارگردانی فرانک پری است. در این فیلم بازیگرانی همچون فی داناوی، استیو فارست، هوارد داسیلوا، روتانیا آلدا، جاسلین براندو، پریسیلا پوینتر، زاندر برکلی، رابرت هارپر و بلیتا مورنو ایفای نقش کرده‌اند.